# Герб Валенсії (автономна область)
Герб Валенсійської громади — офіційна емблема інститутів самоврядування Валенсійської області. Заснований на основі гербів, вживаних від правління короля Педро IV до Хуана ІІ, званого Великим. У 1978 році колишня Рада Валенсійської країни затвердила її герб «… за те, що він був найстарішою відомою представницькою емблемою колишнього Королівства Валенсія, що знаходилась біля воріт Ксереа міста Валенсії».

## Опис
Блазон герба Валенської громади визначається у статті 6 розділу III (Герб) Закону Генералітету Валенсії 8 від 4 грудня 1984 р. Про затвердження символіки Валенської громади та її використання, опублікованого у Офіційному віснику Валенсійської громади — DOGV, вип. 211 від 13 грудня 1984 року:
1. Емблема Генералітету Валенсія створена на основі церемоніального герба короля Педро IV, оскільки, будучи презентацією давнього Королівства Валенсія, вона визначена так:
1.1. Щит: похилий, золотий із чотирма червоними стовпами.
1.2. Зовнішні прикраси: коронований срібний шолом, з висячим лазурним наметом, підбитий червоним і обтяжений срібним лицарським хрестом що має нижній гострий кінчик; як клейнод, золотий крилатий пів-дракон із червоним язиком та срібними зубами.

## Історія

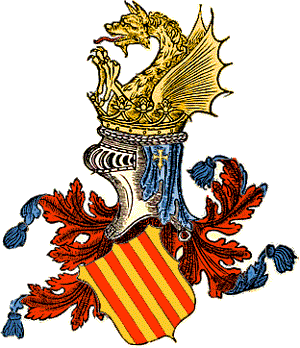
Королівський герб на обкладинці літопису Ramon Muntaner (1558)

Хоча валенсійські народні традиції відносять походження клейноду (крилатого дракона) до короля Хайме I Завойовника, його походження можна простежити ще до царя Педро IV у XIV ст., коли клейноди стали регулярно використовуватися на лицарських шоломах. За словами іспанського історика Гільєрмо Фатаса Кабези, це може розглядатися як промовиста емблема, символ арагонського монарха. Мантія — захисне полотно, яке носили лицарі на своїх шоломах, — було темно-синього кольору і обтяжена хрестом Аріста.
У деяких випадках крилатий дракон з часом буде перетворений на кажана, який зазвичай використовується в місцевій геральдиці на територіях, що входили до колишньої Корони Арагону, як місто Валенсія, Пальма або більш ранні версії герба Барселони.
Синій фон та срібний Хрест Аріста символізують династію Хіменес (стародавні королі Арагону, перед союзом з Барселоною), вони є частиною поточної версії герба Арагону у другій його чверті. Герб його сина та спадкоємця Хуана І як принца Жирони містила той самий клейнод, але щит відрізнявся двома стовпами на золотому фоні замість чотирьох. Фернандо I, перший король Арагону з Трастамарського дому, зберіг герб, який використовували його попередники. Король Альфонсо V Магнанійський обтяжив намет хрестом Аріста і прийняв синьо-срібні кольори намету. Фернандо II, як король Арагону, розбив герб Кастилії та Арагону, але він продовжував використовувати арагонський королівський клейнод.
У місті Валенсія арагонський королівський герб із нахиленим щитом, шоломом, мантією, короною та клейнодом зображено на фасаді Лонха-де-ла-Седа, Воротах Серраноса та вежі Кварта.
У 1394 р. з'явився Золотий Реал Валенсії — монета, на лицьовій стороні якої зображено королівський герб, з двома стовпами, а на зворотному боці — ромб з арагонським гербом без клейноду.
Титульні сторінки Aureum Opus Regalium та Primera part de la Història de València (1538) Пере Антоні Беутера показують арагонський королівський герб.
Рада провінції Валенсія, заснована в результаті територіального поділу Іспанії 1833 року, прийняла королівський символ. Він використовував різні версії: з наметом, подібними до того, що зображений на титульній сторінці літопису Рамона Мунтанера; з мантією, але неправильним тамплієрським хрестом, та мантією з хрестом Аріста. Провінційні ради Аліканте і Кастельону використовували власні герби.

## Нинішня ситуація
Герб не описаний у Статуті автономії Валенсійської громади, незважаючи на статтю 4.2, передбачена можливість додавання герба провінції до прапора Валенсії. Під час підготовки Статуту було зрозуміло, що герб буде за нинішньою редакцією, при складанні Статуту Бенікасіма було узгоджено додати колишню королівську символіку у прапор автономної громади, але остаточно це не було зроблено.
Був указ від 9 серпня 1978 р. (До прийняття Статуту автономії), що затверджував офіційне оформлення та використання герба. Пізніше інша версія з іншим дизайном, яка все ще є офіційною, була встановлена Законом символів від 4 грудня 1984 року.

## Зовнішні джерела
- Герб Валенської громади . [Архівовано 22 липня 2018 у Wayback Machine.] Геральдика світу [Архівовано 22 липня 2018 у Wayback Machine.] . Отримано 18 липня 2018 року.
- Символи громади [Архівовано 26 січня 2019 у Wayback Machine.] . Вебсайт уряду Валенсії.